# Bob Azzam
Pour les articles homonymes, voir Azzam.
Bob Azzam (nom de scène de Wadih Georges Azzam) est un chanteur égyptien d'origine libanaise né à Alexandrie le 24 octobre 1925 et mort à Monaco le 24 juillet 2004. 
Il connaît un grand succès en France au début des années 1960.

## Biographie
Bob Azzam commence sa carrière en Italie à la fin des années 1950 avec son orchestre en reprenant en italien et en anglais des succès de Marino Marini.
En 1960, il sort en France deux chansons qui lui valent la célébrité : Mustapha (« Chérie je t'aime, chérie je t'adore, Come la salsa di pomodoro »),, et Fais-moi le couscous, chéri. La même année, il reçoit le grand prix du disque pour Viens à Juan les Pins. Il enregistre alors une vingtaine de 45 tours.
Passionné de technique, doté d'un diplôme d'ingénieur électronique, il passe pour être l'inventeur d'une chambre d'écho « hors-studio »[réf. nécessaire].
Après cette période faste, le succès déclinant, Bob Azzam continue sa carrière en tournant avec son orchestre et, enfin, ouvre une boîte de nuit à Genève.
En 2002, Barclay édite une compilation de ses plus grand succès.
Il repose au cimetière de Monaco.

## Postérité

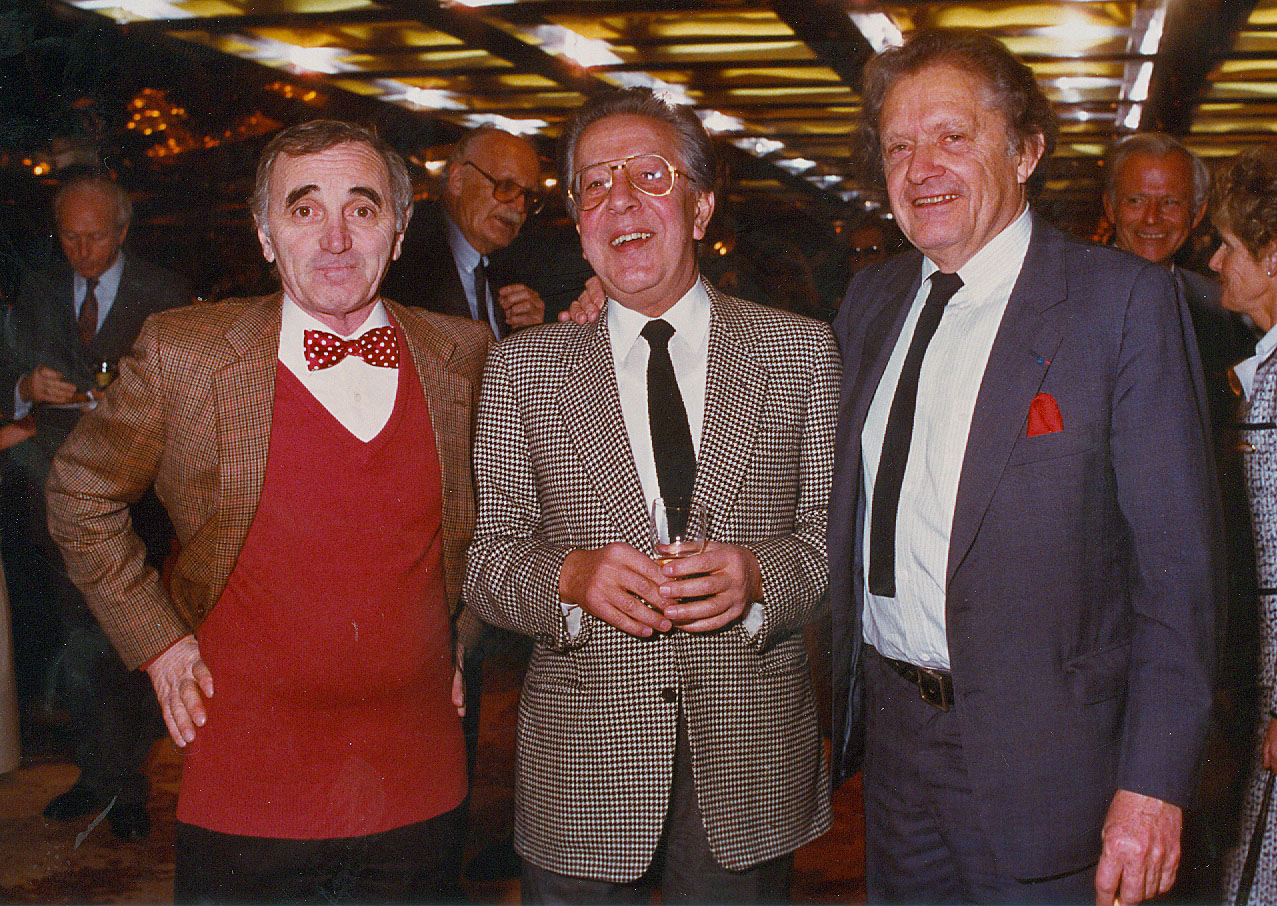
Bob Azzam entouré de Charles Aznavour et du parolier Pierre Delanoë lors de la première du film Genève en 1988 au cinéma Le Plaza.

Jonathan Richman, Rachid Taha, Richard Gotainer et La Bande à Basile ont réalisé des reprises de Mustapha et de Fais-moi le couscous, chéri.

## Chansons notoires
- Mustapha (Chérie je t'aime, chérie je t'adore…)
- Fais-moi le couscous, chéri
- Luna Caprese
- Tintarella di Luna
- Sabeline
- C'est écrit dans le ciel
- T'aimer follement
- Tu m'étais destinée
- Main dans la main
- Kili Watch (repris du répertoire du groupe belge Les Cousins)
- Ali Baba twist (repris par Claude François à ses débuts, sous le pseudonyme de Kôkô)
- Le twist est en baisse
- Viens à Juan-les-Pins
- Le Marsupilami
- Le Criquet